# Општина Ервеник
Општина Ервеник налази се у саставу Шибенско-книнске жупаније, у сјеверној Далмацији, Република Хрватска. Средиште општине је у Ервенику. Према подацима са последњег пописа 2021. године у општини је живело 789 становника.

## Географија
Општина Ервеник се граничи са општинама Кистање и Промина на југу, а на истоку са градом Книном. На сјеверу и западу се граничи са Задарском жупанијом односно са општином Грачац и градом Обровцем.

## Историја
До територијалне реорганизације у Хрватској насеља општине су се налазила у саставу бивше велике општине Книн.

## Насељена мјеста
Општину чине насеља:
- Ервеник
- Мокро Поље
- Отон
- Пађене
- Радучић

## Становништво
Простор општине Ервеник је слабо насељен и привредно веома заостао. Према попису становништва из 2001. године, општина Ервеник је имала 988 становника.
На попису становништва 2011. године, општина Ервеник је имала 1.105 становника, следећег националног састава:
| Попис 2011.‍   | Попис 2011.‍ | Попис 2011.‍ | Попис 2011.‍ | Попис 2011.‍ |
| ------------- | ----------- | ----------- | ----------- | ----------- |
|               |             |             |             |             |
| Срби          | Срби        |             | 1.074       | 97,19%      |
| Хрвати        | Хрвати      |             | 28          | 2,53%       |
| остали        | остали      |             | 3           | 0,27%       |
| укупно: 1.105 |             |             |             |             |

На попису становништва 2021. године, општина Ервеник је имала 789 становника, следећег националног састава:
| Попис 2021.‍ | Попис 2021.‍ | Попис 2021.‍ | Попис 2021.‍ | Попис 2021.‍ |
| ----------- | ----------- | ----------- | ----------- | ----------- |
|             |             |             |             |             |
| Срби        | Срби        |             | 765         | 96,96%      |
| Хрвати      | Хрвати      |             | 16          | 2,03%       |
| остали      | остали      |             | 8           | 1,01%       |
| укупно: 789 |             |             |             |             |